# 仏像大好。
『仏像大好。』（ぶつぞうだいすき）は、2010年1月から同年3月まで東名阪ネット6（全国独立放送協議会）、BSイレブンで毎週放送されていた紀行番組。

## 概要
近年の若い女性を中心とする“仏像ブーム”を背景に企画された教養番組。
『仏像に会いに行く』をテーマに、「旅」の要素も取り入れながら平城遷都1300年を迎えて注目される奈良県内の名仏を、初心者にも分かりやすく鑑賞のポイントを挙げながら紹介していく。
出演はナレーション（アフレコ）のみでカメラの前にリポーターのように人が立つことはない。また、目線に合わせたカメラ位置やブレのない滑らかな動きを生むステディカムの使用により、画面を通して視聴者が実際に現地を歩いているような映像を作り出している。
後述するように、穴埋め番組として順不同に放送できるよう、番組の放送回（初回や最終回など）を示す説明は行わないようになっている。
ミニコーナー
- おでかけNAVI ならじかん　　
お寺周辺の名産品や旅の宿といった観光情報を紹介する。
- ここで…ちょっと 豆知識
イラストアニメで仏像に関する豆知識を紹介。

## 出演
ナビゲーター（声の出演）
- 中嶋朋子

## 主題歌
番組テーマ曲
- 「Great Nostalgia」 FLTRA/音更KENTA

番組挿入曲
- 心花〜kokohana〜 - 6つのアルバムの楽曲を使用。

## スタッフ
- 撮影：平尾隆弘
- 技術：沖周一、細川隆太
- MA：斉藤健二
- 音効：田中繁良
- デザイン：安井治次郎
- イラスト：あさの
- タイトルデザイン：依田岳史
- 監修：百田潤子
- 制作協力：皆川礼子、本多かずひろ、キッズカンパニー、エル・アールサウンド
- 宣伝：リリオ
- AD：菅野優子
- 制作デスク：大谷可奈子
- ディレクター：内田利元
- プロデューサー：益田夕記子、上田暁子、飯田政夫、木村敏英、松本宏、青柳洋治、関佳史、波多美由紀、伊藤義行、江副純夫
- 制作：プレシディオ、ジーズ・コーポレーション
- 制作著作：「仏像大好。」製作委員会（日本BS放送、テレ玉、チバテレビ、tvk、三重テレビ放送、KBS京都、サンテレビ）

## 放送リスト
※放送日はKBS京都（2010年）。
| 回 | 放送日  | サブタイトル                                | 仏像紹介                                                       |
| -- | ------- | ------------------------------------------- | -------------------------------------------------------------- |
| 1  | 1月3日  | はじまりは大仏さま 〜東大寺〜               | 盧舎那仏坐像（国宝）、金剛力士立像（国宝）                     |
| 2  | 1月10日 | カリスマ仏師・運慶の大傑作 〜円成寺〜       | 大日如来坐像（国宝） 、阿弥陀如来坐像（重文）、聖徳太子立像    |
| 3  | 1月17日 | 仏像とつくる浄土の世界 〜浄瑠璃寺〜         | 九体阿弥陀如来坐像（国宝）、吉祥天立像（秘仏・重文）           |
| 4  | 1月24日 | 奈良の十一面観音めぐり 〜海龍王寺・聖林寺〜 | 十一面観音立像（国宝）、十一面観音立像（重文）                 |
| 5  | 1月31日 | 圧倒!花の御寺の観音様 〜長谷寺〜            | 十一面観音立像、難陀龍王立像、雨宝童子立像（以上重文）         |
| 6  | 2月7日  | 時を越えた美!国宝トリオ 〜薬師寺〜          | 薬師如来坐像、日光菩薩立像、月光菩薩立像（以上国宝）           |
| 7  | 2月14日 | 仏像でみる聖徳太子伝説 〜元興寺〜           | 聖徳太子立像、五劫思惟阿弥陀仏坐像                             |
| 8  | 2月21日 | 深緑で出会う麗しの仏像 〜室生寺〜           | 釈迦如来立像、十一面観音立像（以上国宝）、十二神将立像（重文） |
| 9  | 2月28日 | おそろしや!地獄の主・閻魔さま 〜白毫寺〜    | 閻魔王坐像、司命半跏像・司録半跏像（以上重文）                 |
| 10 | 3月7日  | 怒髪天をつく!十二の武神たち 〜新薬師寺〜    | 十二神将像、薬師如来坐像（ともに国宝）                         |
| 11 | 3月14日 | 変化観音大集合! 〜大安寺〜                  | 馬頭観音立像、不空羂索観音立像、楊柳観音立像                   |
| 12 | 3月21日 | 復興を支えた仏像たち 〜西大寺〜             | 釈迦如来立像、文殊五尊像（以上重文）、愛染明王坐像（秘仏）     |
| 13 | 3月28日 | 神秘の微笑 飛鳥の仏さま 〜飛鳥寺・中宮寺〜  | 飛鳥大仏（重文）、菩薩半跏像（国宝）                           |

## 放送局
本放送終了後も、同じ東名阪ネット6共同制作の『温泉女子』『日本ふるさと百景』同様に穴埋め番組として用いられることが多い。
| 放送対象地域 | 放送局         | 放送期間           | 放送日時                       | 系列                    |
| ------------ | -------------- | ------------------ | ------------------------------ | ----------------------- |
| 神奈川県     | tvk            | 木曜 21:00 - 21:30 | 2010年1月7日 - 4月1日          | JAITS （東名阪ネット6） |
| 埼玉県       | テレビ埼玉     | 火曜 19:30 - 20:00 | 2010年1月12日 - 4月11日        | JAITS （東名阪ネット6） |
| 千葉県       | チバテレビ     | 水曜 21:30 - 22:00 | 2010年1月6日 - 3月31日         | JAITS （東名阪ネット6） |
| 三重県       | 三重テレビ     | 金曜 22:30 - 23:00 | 2010年1月8日 - 4月2日          | JAITS （東名阪ネット6） |
| 京都府       | KBS京都        | 日曜 7:30 - 8:00   | 2010年1月3日 - 3月28日         | JAITS （東名阪ネット6） |
| 兵庫県       | サンテレビ     | 火曜 20:54 - 21:24 | 2010年1月5日 - 3月30日         | JAITS （東名阪ネット6） |
| 日本全域     | BS11           | 水曜 21:00 - 21:30 | 2010年1月6日 - 3月31日         | BSデジタル放送          |
| 日本全域     | チャンネル銀河 | 水曜 12:30 - 13:00 | 2011年10月5日 - 12月21日       | CSデジタル放送          |
| 岩手県       | IBC岩手放送    | 日曜 6:15 - 6:45   | 2011年12月18日 - 2012年3月18日 | TBS系列                 |

## DVD
発売元：プレシディオ　販売元：コロムビアミュージックエンタテインメント
| タイトル                                               | 発売日        | 仕様     | 品番          |
| ------------------------------------------------------ | ------------- | -------- | ------------- |
| 仏像大好。 東大寺・円成寺・大安寺 編                   | 2010年6月23日 | DVD1枚組 | COBB-5713     |
| 仏像大好。 薬師寺・浄瑠璃寺・元興寺・十輪院・白毫寺 編 | 2010年6月23日 | DVD1枚組 | COBB-5714     |
| 仏像大好。 室生寺・長谷寺・海龍王寺・聖林寺 編         | 2010年6月23日 | DVD1枚組 | COBB-5715     |
| 仏像大好。 飛鳥寺・中宮寺・新薬師寺・西大寺 編         | 2010年6月23日 | DVD1枚組 | COBB-5716     |
| 仏像大好。 DVD-BOX                                     | 2010年6月23日 | DVD4枚組 | XT-2958〜2961 |

- 特典映像：仏像特選

1. 東大寺/大仏360度拝見、大安寺/聖観音&四天王コレクション
2. 長谷寺/金色に輝く裏観音（未紹介仏像）、室生寺/十二神将コレクション
3. 新薬師寺/十二神将完全収録、西大寺/文殊五尊像コレクション
4. 元興寺/如意輪観音（未放送映像）、十輪院/五劫思惟阿弥陀如来（未放送映像）、白毫寺/康円作・太山王(未紹介仏像)